# Pherbina mediterranea
Pherbina mediterranea är en tvåvingeart som beskrevs av Mayer 1953. Pherbina mediterranea ingår i släktet Pherbina och familjen kärrflugor. Inga underarter finns listade i Catalogue of Life.